# Надвірна корогва
Надвірна корогва — підрозділ кінноти в надвірних військах магнатів часів Речі Посполитої. Поділялися на гусарські, козацькі і, рідше, драгунські. Чисельність корогви різнилася від кількох десятків до 200 і більше осіб. Очолював надвірну корогву ротмістр або сотник. До складу входили повноправні шляхтичі-товариші (у великих надвірних корогвах — до кількох десятків) і пахолки. 
У Гетьманщині надвірна корогва — компанійська особиста кінна охорона гетьмана, обов'язків котрої також входила кур'єрська, конвойна та охоронна служба при Генеральній військовій канцелярії та гетьманській резиденції.

## Гетьманщина

### Заснування та історія
Надвірна компанійська корогва бере свій початок з кінця XVII ст., коли вона була сформована Іваном Самойловичем як особиста кінна гвардія під назвою «Компанія надвірної корогви». Але втративши могутнього сюзерена, вона втратила і свій високий статус. Надалі за гетьманів та І Малоросійської колегії несла кур'єрську, конвойну та охоронну службу при ГВК та гетьманській резиденції. Ротмістр коругви виконував окрім того обов'язки обер-поліцеймейстера та палацевого коменданта.
Надвірна корогва становила окрему роту одного з компанійських полків і, як і всі компанійці, за імператорським указом від 1743 р. укомплектовувалася з охочих українців (включно з Запоріжжя та Польщі) та посполитих віком від 20 до 35 років. Дислокувалася у Кролевецькій та Воронізькій сотнях Ніжинського полку.
1750 р., за обрання гетьманом Малоросії К. Розумовського, формування було чисельно збільшено майже удвічі (120 вояків) і очолювалась вона тепер не сотником, а полковим осавулом. Табір перенесли до Глухова. Вже в січні 1752 р. гетьман велів замість однієї бути двом компанійським сотням. Ці команди знаходились під наглядом генеральних осавулів Якубовича та Валькевича. Наприкінці 50х рр. нараховує 225 чинів і рядових. У лютому 1761-го компанійська гвардія переведена у відання ГВК.
Компанійці носили, як і козаки високо підголену чуприну та висячі вуса. Вояки коругви, які служили особисто гетьману, перебуваючи при похідній ГВК, носили мундири в кольоровій гамі гербових барв свого патрона, підкреслюючи статус своєї служби.
1757 р, за реформою військової екзерциції у козацькому війську було поновлено та уніфіковано озброєння підрозділу. У 1763 р. Надвірна коругва була піддана рішучим кадровим змінам — частину вояків звільнили від служби, а на їх місце було прийнято в їздові найкращих з компанійців, які служили в прусському поході в різних гусарських російських полках — Сербському та Грузинському.
В 70х рр., після ліквідації Гетьманщини, більшість компанійців була відправлена на поповнення легкокінних російських полків, частина ж особистої надвірної команди отримала нового «патрона» в особі генерал-губернатора Малоросії графа Рум'янцева і була призначена до його похідної таємної канцелярії.